# Championnat du monde masculin de curling 1992
Navigation
Édition précédente Édition suivante
Le Championnat du monde masculin de curling 1992 (nom officiel : Canada Safeway World Men's Curling Championship) est le 34e championnat du monde masculin de curling.

Il a été organisé en Allemagne dans la ville de Garmisch-Partenkirchen, dans l'Olympic Eisstadion du 28 mars au 5 avril 1992.

## Équipes
| Australie | Canada | Angleterre | Finlande |
| --- | --- | --- | --- |
| Melbourne CC Skip: Hugh Millikin Third: Tom Kidd Second: Dan Petryk Lead: Daniel Joyce Remplaçant : Stephen Hewitt | Granite CC, Winnipeg, Manitoba Skip: Vic Peters Third: Dan Carey Second: Chris Neufeld Lead: Don Rudd       | Wigan CC, Wigan Haigh CC, Wigan Skip: Alistair Burns Third: Neil Hardie Second: Martyn Deakin Lead: Stephen Watt Remplaçant : Ian Coutts | Hyvinkää CC Skip: Jussi Uusipaavalniemi Third: Jori Aro Second: Markku Uusipaavalniemi Lead: Mikko Orrainen Remplaçant : Juhani Heinonen |
| France | Allemagne                                                                                                   | Écosse | Suède |
| Megève CC Skip: Christophe Boan Third: Thierry Mercier Second: Spencer Mugnier Lead: Gérard Ravello                | Munchener EV, Munich Skip: Rodger Gustaf Schmidt Third: Wolfgang Burba Second: Hans-Joachim Burba Lead: Bernhard Mayr Remplaçant : Martin Beiser | Castle Kennedy CC, Stranraer Skip: Hammy McMillan Third: Norman Brown Second: Gordon Muirhead Lead: Roger McIntyre                       | Sollefteå CK Skip: Mikael Hasselborg Third: Hans Nordin Second: Lars Vågberg Lead: Stefan Hasselborg Remplaçant : Lars-Åke Nordström     |
| Suisse | États-Unis                                                                                                  | | |
| Biel-Touring CC, Biel Skip: Markus Eggler Third: Frédéric Jean Second: Stefan Hofer Lead: Björn Schröder           | Granite CC, Seattle, Washington Skip: Doug Jones Third: Jason Larway Second: Joel Larway Lead: Tom Violette | | |

## Classement
| Pays       | Skip                  | V | D |
| ---------- | --------------------- | - | - |
| Canada     | Vic Peters            | 7 | 2 |
| États-Unis | Doug Jones            | 6 | 3 |
| Suisse     | Markus Eggler         | 6 | 3 |
| Écosse     | Hammy McMillan        | 5 | 4 |
| Finlande   | Jussi Uusipaavalniemi | 5 | 4 |
| Australie  | Hugh Millikin         | 4 | 5 |
| Suède      | Mikael Hasselborg     | 4 | 5 |
| Angleterre | Alistair Burns        | 4 | 5 |
| Allemagne  | Rodger Gustaf Schmidt | 2 | 7 |
| France     | Christophe Boan       | 2 | 7 |

*Légende: V = Victoire - D = Défaite

## Résultats

### Match 1
| Équipes              | 1 | 2 | 3 | 4 | 5 | 6 | 7 | 8 | 9 | 10 | Total |
| -------------------- | - | - | - | - | - | - | - | - | - | -- | ----- |
| Angleterre (Burns)   | – | – | – | – | – | – | – | – | – | –  | 4     |
| Australie (Millikin) | – | – | – | – | – | – | – | – | – | –  | 9     |

| Équipes         | 1 | 2 | 3 | 4 | 5 | 6 | 7 | 8 | 9 | 10 | Total |
| --------------- | - | - | - | - | - | - | - | - | - | -- | ----- |
| Canada (Peters) | – | – | – | – | – | – | – | – | – | –  | 7     |
| Suisse (Eggler) | – | – | – | – | – | – | – | – | – | –  | 5     |

| Équipes             | 1 | 2 | 3 | 4 | 5 | 6 | 7 | 8 | 9 | 10 | Total |
| ------------------- | - | - | - | - | - | - | - | - | - | -- | ----- |
| Allemagne (Schmidt) | – | – | – | – | – | – | – | – | – | –  | 2     |
| Écosse (McMillan)   | – | – | – | – | – | – | – | – | – | –  | 5     |

| Équipes                    | 1 | 2 | 3 | 4 | 5 | 6 | 7 | 8 | 9 | 10 | Total |
| -------------------------- | - | - | - | - | - | - | - | - | - | -- | ----- |
| États-Unis (Jones)         | – | – | – | – | – | – | – | – | – | –  | 6     |
| Finlande (Uusipaavalniemi) | – | – | – | – | – | – | – | – | – | –  | 11    |

| Équipes            | 1 | 2 | 3 | 4 | 5 | 6 | 7 | 8 | 9 | 10 | Total |
| ------------------ | - | - | - | - | - | - | - | - | - | -- | ----- |
| Suède (Hasselborg) | – | – | – | – | – | – | – | – | – | –  | 7     |
| France (Boan)      | – | – | – | – | – | – | – | – | – | –  | 6     |

### Match 2
| Équipes            | 1 | 2 | 3 | 4 | 5 | 6 | 7 | 8 | 9 | 10 | Total |
| ------------------ | - | - | - | - | - | - | - | - | - | -- | ----- |
| Suède (Hasselborg) | – | – | – | – | – | – | – | – | – | –  | 4     |
| Suisse (Eggler)    | – | – | – | – | – | – | – | – | – | –  | 7     |

| Équipes             | 1 | 2 | 3 | 4 | 5 | 6 | 7 | 8 | 9 | 10 | Total |
| ------------------- | - | - | - | - | - | - | - | - | - | -- | ----- |
| Allemagne (Schmidt) | – | – | – | – | – | – | – | – | – | –  | 8     |
| France (Boan)       | – | – | – | – | – | – | – | – | – | –  | 7     |

| Équipes                    | 1 | 2 | 3 | 4 | 5 | 6 | 7 | 8 | 9 | 10 | Total |
| -------------------------- | - | - | - | - | - | - | - | - | - | -- | ----- |
| Angleterre (Burns)         | – | – | – | – | – | – | – | – | – | –  | 6     |
| Finlande (Uusipaavalniemi) | – | – | – | – | – | – | – | – | – | –  | 5     |

| Équipes              | 1 | 2 | 3 | 4 | 5 | 6 | 7 | 8 | 9 | 10 | Total |
| -------------------- | - | - | - | - | - | - | - | - | - | -- | ----- |
| Australie (Millikin) | – | – | – | – | – | – | – | – | – | –  | 5     |
| Écosse (McMillan)    | – | – | – | – | – | – | – | – | – | –  | 8     |

| Équipes            | 1 | 2 | 3 | 4 | 5 | 6 | 7 | 8 | 9 | 10 | Total |
| ------------------ | - | - | - | - | - | - | - | - | - | -- | ----- |
| Canada (Peters)    | – | – | – | – | – | – | – | – | – | –  | 3     |
| États-Unis (Jones) | – | – | – | – | – | – | – | – | – | –  | 2     |

### Match 3
| Équipes             | 1 | 2 | 3 | 4 | 5 | 6 | 7 | 8 | 9 | 10 | Total |
| ------------------- | - | - | - | - | - | - | - | - | - | -- | ----- |
| Canada (Peters)     | – | – | – | – | – | – | – | – | – | –  | 6     |
| Allemagne (Schmidt) | – | – | – | – | – | – | – | – | – | –  | 5     |

| Équipes                    | 1 | 2 | 3 | 4 | 5 | 6 | 7 | 8 | 9 | 10 | Total |
| -------------------------- | - | - | - | - | - | - | - | - | - | -- | ----- |
| Finlande (Uusipaavalniemi) | – | – | – | – | – | – | – | – | – | –  | 6     |
| Australie (Millikin)       | – | – | – | – | – | – | – | – | – | –  | 8     |

| Équipes            | 1 | 2 | 3 | 4 | 5 | 6 | 7 | 8 | 9 | 10 | Total |
| ------------------ | - | - | - | - | - | - | - | - | - | -- | ----- |
| Suède (Hasselborg) | – | – | – | – | – | – | – | – | – | –  | 7     |
| États-Unis (Jones) | – | – | – | – | – | – | – | – | – | –  | 9     |

| Équipes            | 1 | 2 | 3 | 4 | 5 | 6 | 7 | 8 | 9 | 10 | Total |
| ------------------ | - | - | - | - | - | - | - | - | - | -- | ----- |
| Angleterre (Burns) | – | – | – | – | – | – | – | – | – | –  | 10    |
| France (Boan)      | – | – | – | – | – | – | – | – | – | –  | 5     |

| Équipes           | 1 | 2 | 3 | 4 | 5 | 6 | 7 | 8 | 9 | 10 | Total |
| ----------------- | - | - | - | - | - | - | - | - | - | -- | ----- |
| Suisse (Eggler)   | – | – | – | – | – | – | – | – | – | –  | 5     |
| Écosse (McMillan) | – | – | – | – | – | – | – | – | – | –  | 4     |

### Match 4
| Équipes                    | 1 | 2 | 3 | 4 | 5 | 6 | 7 | 8 | 9 | 10 | Total |
| -------------------------- | - | - | - | - | - | - | - | - | - | -- | ----- |
| France (Boan)              | – | – | – | – | – | – | – | – | – | –  | 4     |
| Finlande (Uusipaavalniemi) | – | – | – | – | – | – | – | – | – | –  | 7     |

| Équipes            | 1 | 2 | 3 | 4 | 5 | 6 | 7 | 8 | 9 | 10 | Total |
| ------------------ | - | - | - | - | - | - | - | - | - | -- | ----- |
| États-Unis (Jones) | – | – | – | – | – | – | – | – | – | –  | 6     |
| Angleterre (Burns) | – | – | – | – | – | – | – | – | – | –  | 8     |

| Équipes              | 1 | 2 | 3 | 4 | 5 | 6 | 7 | 8 | 9 | 10 | Total |
| -------------------- | - | - | - | - | - | - | - | - | - | -- | ----- |
| Australie (Millikin) | – | – | – | – | – | – | – | – | – | –  | 9     |
| Suède (Hasselborg)   | – | – | – | – | – | – | – | – | – | –  | 6     |

| Équipes             | 1 | 2 | 3 | 4 | 5 | 6 | 7 | 8 | 9 | 10 | Total |
| ------------------- | - | - | - | - | - | - | - | - | - | -- | ----- |
| Suisse (Eggler)     | – | – | – | – | – | – | – | – | – | –  | 7     |
| Allemagne (Schmidt) | – | – | – | – | – | – | – | – | – | –  | 6     |

| Équipes           | 1 | 2 | 3 | 4 | 5 | 6 | 7 | 8 | 9 | 10 | Total |
| ----------------- | - | - | - | - | - | - | - | - | - | -- | ----- |
| Écosse (McMillan) | – | – | – | – | – | – | – | – | – | –  | 7     |
| Canada (Peters)   | – | – | – | – | – | – | – | – | – | –  | 5     |

### Match 5
| Équipes             | 1 | 2 | 3 | 4 | 5 | 6 | 7 | 8 | 9 | 10 | Total |
| ------------------- | - | - | - | - | - | - | - | - | - | -- | ----- |
| Allemagne (Schmidt) | – | – | – | – | – | – | – | – | – | –  | 11    |
| Angleterre (Burns)  | – | – | – | – | – | – | – | – | – | –  | 6     |

| Équipes            | 1 | 2 | 3 | 4 | 5 | 6 | 7 | 8 | 9 | 10 | Total |
| ------------------ | - | - | - | - | - | - | - | - | - | -- | ----- |
| Écosse (McMillan)  | – | – | – | – | – | – | – | – | – | –  | 6     |
| Suède (Hasselborg) | – | – | – | – | – | – | – | – | – | –  | 4     |

| Équipes         | 1 | 2 | 3 | 4 | 5 | 6 | 7 | 8 | 9 | 10 | Total |
| --------------- | - | - | - | - | - | - | - | - | - | -- | ----- |
| France (Boan)   | – | – | – | – | – | – | – | – | – | –  | 7     |
| Suisse (Eggler) | – | – | – | – | – | – | – | – | – | –  | 4     |

| Équipes              | 1 | 2 | 3 | 4 | 5 | 6 | 7 | 8 | 9 | 10 | Total |
| -------------------- | - | - | - | - | - | - | - | - | - | -- | ----- |
| États-Unis (Jones)   | – | – | – | – | – | – | – | – | – | –  | 9     |
| Australie (Millikin) | – | – | – | – | – | – | – | – | – | –  | 4     |

| Équipes                    | 1 | 2 | 3 | 4 | 5 | 6 | 7 | 8 | 9 | 10 | Total |
| -------------------------- | - | - | - | - | - | - | - | - | - | -- | ----- |
| Finlande (Uusipaavalniemi) | – | – | – | – | – | – | – | – | – | –  | 5     |
| Canada (Peters)            | – | – | – | – | – | – | – | – | – | –  | 8     |

### Match 6
| Équipes            | 1 | 2 | 3 | 4 | 5 | 6 | 7 | 8 | 9 | 10 | Total |
| ------------------ | - | - | - | - | - | - | - | - | - | -- | ----- |
| Écosse (McMillan)  | – | – | – | – | – | – | – | – | – | –  | 2     |
| États-Unis (Jones) | – | – | – | – | – | – | – | – | – | –  | 4     |

| Équipes         | 1 | 2 | 3 | 4 | 5 | 6 | 7 | 8 | 9 | 10 | Total |
| --------------- | - | - | - | - | - | - | - | - | - | -- | ----- |
| France (Boan)   | – | – | – | – | – | – | – | – | – | –  | 4     |
| Suisse (Eggler) | – | – | – | – | – | – | – | – | – | –  | 5     |

| Équipes                    | 1 | 2 | 3 | 4 | 5 | 6 | 7 | 8 | 9 | 10 | Total |
| -------------------------- | - | - | - | - | - | - | - | - | - | -- | ----- |
| Finlande (Uusipaavalniemi) | – | – | – | – | – | – | – | – | – | –  | 9     |
| Suède (Hasselborg)         | – | – | – | – | – | – | – | – | – | –  | 3     |

| Équipes              | 1 | 2 | 3 | 4 | 5 | 6 | 7 | 8 | 9 | 10 | Total |
| -------------------- | - | - | - | - | - | - | - | - | - | -- | ----- |
| Allemagne (Schmidt)  | – | – | – | – | – | – | – | – | – | –  | 2     |
| Australie (Millikin) | – | – | – | – | – | – | – | – | – | –  | 11    |

| Équipes            | 1 | 2 | 3 | 4 | 5 | 6 | 7 | 8 | 9 | 10 | Total |
| ------------------ | - | - | - | - | - | - | - | - | - | -- | ----- |
| Angleterre (Burns) | – | – | – | – | – | – | – | – | – | –  | 5     |
| Suisse (Eggler)    | – | – | – | – | – | – | – | – | – | –  | 7     |

### Match 7
| Équipes              | 1 | 2 | 3 | 4 | 5 | 6 | 7 | 8 | 9 | 10 | Total |
| -------------------- | - | - | - | - | - | - | - | - | - | -- | ----- |
| Australie (Millikin) | – | – | – | – | – | – | – | – | – | –  | 2     |
| Canada (Peters)      | – | – | – | – | – | – | – | – | – | –  | 8     |

| Équipes           | 1 | 2 | 3 | 4 | 5 | 6 | 7 | 8 | 9 | 10 | Total |
| ----------------- | - | - | - | - | - | - | - | - | - | -- | ----- |
| Écosse (McMillan) | – | – | – | – | – | – | – | – | – | –  | 9     |
| France (Boan)     | – | – | – | – | – | – | – | – | – | –  | 5     |

| Équipes             | 1 | 2 | 3 | 4 | 5 | 6 | 7 | 8 | 9 | 10 | Total |
| ------------------- | - | - | - | - | - | - | - | - | - | -- | ----- |
| États-Unis (Jones)  | – | – | – | – | – | – | – | – | – | –  | 8     |
| Allemagne (Schmidt) | – | – | – | – | – | – | – | – | – | –  | 5     |

| Équipes                    | 1 | 2 | 3 | 4 | 5 | 6 | 7 | 8 | 9 | 10 | Total |
| -------------------------- | - | - | - | - | - | - | - | - | - | -- | ----- |
| Suisse (Eggler)            | – | – | – | – | – | – | – | – | – | –  | 6     |
| Finlande (Uusipaavalniemi) | – | – | – | – | – | – | – | – | – | –  | 4     |

| Équipes            | 1 | 2 | 3 | 4 | 5 | 6 | 7 | 8 | 9 | 10 | Total |
| ------------------ | - | - | - | - | - | - | - | - | - | -- | ----- |
| Suède (Hasselborg) | – | – | – | – | – | – | – | – | – | –  | 8     |
| Angleterre (Burns) | – | – | – | – | – | – | – | – | – | –  | 7     |

### Match 8
| Équipes                    | 1 | 2 | 3 | 4 | 5 | 6 | 7 | 8 | 9 | 10 | Total |
| -------------------------- | - | - | - | - | - | - | - | - | - | -- | ----- |
| Finlande (Uusipaavalniemi) | – | – | – | – | – | – | – | – | – | –  | 9     |
| Écosse (McMillan)          | – | – | – | – | – | – | – | – | – | –  | 7     |

| Équipes             | 1 | 2 | 3 | 4 | 5 | 6 | 7 | 8 | 9 | 10 | Total |
| ------------------- | - | - | - | - | - | - | - | - | - | -- | ----- |
| Suède (Hasselborg)  | – | – | – | – | – | – | – | – | – | –  | 6     |
| Allemagne (Schmidt) | – | – | – | – | – | – | – | – | – | –  | 4     |

| Équipes            | 1 | 2 | 3 | 4 | 5 | 6 | 7 | 8 | 9 | 10 | Total |
| ------------------ | - | - | - | - | - | - | - | - | - | -- | ----- |
| Canada (Peters)    | – | – | – | – | – | – | – | – | – | –  | 10    |
| Angleterre (Burns) | – | – | – | – | – | – | – | – | – | –  | 6     |

| Équipes            | 1 | 2 | 3 | 4 | 5 | 6 | 7 | 8 | 9 | 10 | Total |
| ------------------ | - | - | - | - | - | - | - | - | - | -- | ----- |
| Suisse (Eggler)    | – | – | – | – | – | – | – | – | – | –  | 5     |
| États-Unis (Jones) | – | – | – | – | – | – | – | – | – | –  | 8     |

| Équipes              | 1 | 2 | 3 | 4 | 5 | 6 | 7 | 8 | 9 | 10 | Total |
| -------------------- | - | - | - | - | - | - | - | - | - | -- | ----- |
| France (Boan)        | – | – | – | – | – | – | – | – | – | –  | 8     |
| Australie (Millikin) | – | – | – | – | – | – | – | – | – | –  | 7     |

### Match 9
| Équipes            | 1 | 2 | 3 | 4 | 5 | 6 | 7 | 8 | 9 | 10 | Total |
| ------------------ | - | - | - | - | - | - | - | - | - | -- | ----- |
| États-Unis (Jones) | – | – | – | – | – | – | – | – | – | –  | 9     |
| France (Boan)      | – | – | – | – | – | – | – | – | – | –  | 8     |

| Équipes            | 1 | 2 | 3 | 4 | 5 | 6 | 7 | 8 | 9 | 10 | Total |
| ------------------ | - | - | - | - | - | - | - | - | - | -- | ----- |
| Angleterre (Burns) | – | – | – | – | – | – | – | – | – | –  | 5     |
| Écosse (McMillan)  | – | – | – | – | – | – | – | – | – | –  | 4     |

| Équipes              | 1 | 2 | 3 | 4 | 5 | 6 | 7 | 8 | 9 | 10 | Total |
| -------------------- | - | - | - | - | - | - | - | - | - | -- | ----- |
| Australie (Millikin) | – | – | – | – | – | – | – | – | – | –  | 4     |
| Suisse (Eggler)      | – | – | – | – | – | – | – | – | – | –  | 7     |

| Équipes            | 1 | 2 | 3 | 4 | 5 | 6 | 7 | 8 | 9 | 10 | Total |
| ------------------ | - | - | - | - | - | - | - | - | - | -- | ----- |
| Canada (Peters)    | – | – | – | – | – | – | – | – | – | –  | 4     |
| Suède (Hasselborg) | – | – | – | – | – | – | – | – | – | –  | 6     |

| Équipes                    | 1 | 2 | 3 | 4 | 5 | 6 | 7 | 8 | 9 | 10 | Total |
| -------------------------- | - | - | - | - | - | - | - | - | - | -- | ----- |
| Allemagne (Schmidt)        | – | – | – | – | – | – | – | – | – | –  | 8     |
| Finlande (Uusipaavalniemi) | – | – | – | – | – | – | – | – | – | –  | 9     |

### Tie-break
| Équipes                    | 1 | 2 | 3 | 4 | 5 | 6 | 7 | 8 | 9 | 10 | Total |
| -------------------------- | - | - | - | - | - | - | - | - | - | -- | ----- |
| Finlande (Uusipaavalniemi) | – | – | – | – | – | – | – | – | – | –  | 3     |
| Écosse (McMillan)          | – | – | – | – | – | – | – | – | – | –  | 5     |

### Playoffs
|  | Demi-finales | Demi-finales |        |   | Finale | Finale |
|  | Demi-finales | Demi-finales |        |   | Finale | Finale |
|  |              |              |        |   |        |        |
|  |              |              |        |   |        |        |
|  |              |              |        |   |        |        |
|  | Canada       | 3            |        |   |        |        |
|  | Canada       | 3            |        |   |        |        |
|  | Écosse       | 4            |        |   |        |        |
|  | Écosse       | 4            | Écosse | 3 |        |        |
|  |              |              | Écosse | 3 |        |        |
|  |              | Suisse       | 6      |   |        |        |
|  | États-Unis   | Suisse       | 6      | 6 |        |        |
|  | États-Unis   |              |        | 6 |        |        |
|  | Suisse       | 8            |        |   |        |        |
|  | Suisse       | 8            |        |   |        |        |

#### Finale
| Équipes           | 1 | 2 | 3 | 4 | 5 | 6 | 7 | 8 | 9 | 10 | Total |
| ----------------- | - | - | - | - | - | - | - | - | - | -- | ----- |
| Suisse (Eggler)   | 2 | 0 | 1 | 0 | 0 | 0 | 2 | 0 | 1 | X  | 6     |
| Écosse (McMillan) | 0 | 1 | 0 | 1 | 0 | 0 | 0 | 1 | 0 | X  | 3     |

| Champion du monde de curling 1992 |
| --------------------------------- |
| Suisse 3e titre                   |